# Piura (fleuve)
Pour les articles homonymes, voir Piura et Piura (département).
Le Río Piura est un fleuve de la côte du Pacifique du nord du Pérou.

## Géographie
Le fleuve Piura est né à 3 600 m, comme la rivière Huarmaca, de la division du bassin de la rivière Huancabamba, dans la province du même nom, où il a commencé son voyage à travers les provinces de Piura et Morropón. Son cours de 280 km va du sud au nord, avec une courbure en partant du ruisseau San Francisco jusqu'à la chute de Curumuy, (où se fait l'entrée à partir d'un débit régularisé par les barrages Poechos) puis en direction du sud-ouest jusqu'à atteindre son embouchure à l'océan Pacifique en passant par l'estuaire de Virrilá.
Le bassin hydrographique couvre une superficie d'environ 12 216 km2, de sa source jusqu'à son embouchure dans l'océan Pacifique, par l'estuaire de Virrilá
La pente moyenne du fleuve Piura entre la lagune Ramón et la ville de Piura est de 0,03 % et entre Piura et Tambogrande de 0,08 %. Ici se termine ce qui est communément appelé bassin inférieur. Le bassin moyen s'étend entre Tambogrande et la confluence de la rivière San Martín. Les pentes entre Tambogrande et Malacasi sont de 0,13 %, et entre Malacasi et le point de confluence de la rivière Piura et San Martin de 0,35 %. Ses affluents à partir de l'altitude 300 m ont une pente moyenne de 10 %, atteignant dans les zones supérieures jusqu'à 15 %, où se forme le bassin supérieur.

## Les débits de crue
Les débits de crues sont relativement bien connus dans le bassin inférieur, lors des jaugeages qui ont été faits pendant les inondations de 1998, et aussi par le calcul fiable  qui ne peut être fait dans les travaux de dérivation (barrage de Los Ejidos). Toutefois, les conditions hydrauliques des eaux en aval du barrage peuvent influer sur les grands flux lorsque les conditions de plus grand creusement n'existent pas (premières crues).
Pour ce travail, une vérification a été faite sur le débit maximum des crues en 1998 (débit maximum estimé: 4424 m³/s), évalué avec des formules de déversoir et des vannes. Les estimations, en tenant compte d'une influence partielle du niveau des eaux en aval du barrage qui atteignent des valeurs légèrement plus faibles (-5 %).
Les mesures faites à différents moments au cours de l'année 1998, montrent les variations de la section de canal dans la partie inférieure (Piura), et l'approfondissement de la rivière par rapport aux crues. Selon l'Institut national de développement - INADE, pour une crue plus forte, le niveau maximum atteint a été plus faible que le niveau maximum de la première crue, avec un débit de seulement 2200 m³ / s.
Mais pour les eaux en amont, les débits de crue sont moins bien connus:
- à Tambo Grande, à cause d'un manque d'une bonne section de contrôle ;
- à Puente Ñacará (Chulucanas), on estime la pression des débits de crue à environ 40 % d'après l'existence de plusieurs importantes sections de débit pendant les crues.

## Inondation de 1998
La ville de Piura a été inondé par de fortes précipitations locales, aggravées par l'insuffisance des capacités de drainages existantes, qui permettent d'évacuer les eaux de pluie dans des dérivations de la rivière.
Les drainages qui coulent dans la rivière ont été fermés au cours de la période de crue, bien qu'ils aient parfois pu fonctionner dans des périodes de niveau de la rivière assez bas.
La canalisation de la rivière, faite après les inondations de 1983, a été conçue pour un débit de 4000 m³ / s, et il n'y a pas eu de débordements dans la ville. Deux ponts tombé affouillement des problèmes (le pont Bolognesi et le pont de Piura).
Il faut également noter que cette année il y a eu une crue avec 3100 m³ / s (février-mars 1999).